# Thestor montanus
The Mountain Skolly (Thestor montanus) là một loài bướm ngày thuộc họ Bướm xanh. Loài này có ở Nam Phi, nơi Loài này có ở fynbos covered high các sườn núi in tây nam West Cape, from Caledon to the Hottentots.
Sải cánh dài 23–28 mm đối với con đực và 27–29 mm đối với con cái. Con trưởng thành bay từ tháng 10 đến tháng 2, nhiều nhất vào tháng 11. Có một lứa một năm.